# Park Do-yeong
Park Do-yeong (kor. 박 도영; ur. 30 stycznia 1993 w Seulu) – południowokoreańska łyżwiarka szybka, brązowa medalistka mistrzostw świata.

## Kariera
Pierwsze sukcesy w karierze Park Do-yeong osiągnęła w 2009 roku, kiedy wspólnie z koleżankami z reprezentacji zdobyła brązowy medal w biegu drużynowym podczas mistrzostw świata juniorów w Zakopanem. Na tej samej imprezie zdobyła też srebrny medal w biegu na 3000 m. Na rozgrywanych rok później mistrzostwach świata juniorów w Moskwie ponownie była trzecia w drużynie. Ostatnie medale w tej kategorii wiekowej wywalczyła na mistrzostwach świata juniorów w Seinäjoki w 2011 roku, gdzie była najlepsza na dystansie 3000 m oraz w biegu drużynowym. W kategorii seniorek pierwszy medal zdobyła w 2013 roku, wspólnie z Kim Bo-reum i No Seon-yeong zajmując trzecie miejsce w biegu drużynowym na dystansowych mistrzostwach świata w Soczi. Nigdy nie stanęła na podium indywidualnych zawodów Pucharu Świata. Najlepsze wyniki osiągnęła w sezonie 2012/2013, kiedy była siódma w klasyfikacji końcowej w starcie masowym. W 2010 roku brała udział w igrzyskach olimpijskich w Vancouver, zajmując ósme miejsce w drużynie oraz 26. miejsce na dystansie 3000 m.